# 长柱鹿药
长柱鹿药（学名：Maianthemum oleraceum）为天门冬科舞鹤草属的植物。分布于锡金、缅甸以及中国大陆的西藏、贵州、云南等地，生长于海拔2,100米至3,000米的地区，常生长在林下，目前尚未由人工引种栽培。